# Pseudopodosiraceae
Famille
Les Pseudopodosiraceae sont une famille d'algues de l'embranchement des Bacillariophyta (Diatomées), de la classe des Coscinodiscophyceae et de l’ordre des Melosirales.

## Étymologie
Le nom de la famille vient du genre type Pseudopodosira, composé du préfixe pseudo, faux, et podosira, en référence au genre éponyme, littéralement « faux Podosira ».
Podosira est dérivé du grec ποδός / podos, pied, et de -sir, « corde ; chaine », sans doute en référence à la forme des colonies de cette diatomée.
La création du genre  Pseudopodosira à côté du genre  Podosira Ehrenberg, 1840 fut sans doute motivée par le caractère fossile de celui-là.

## Liste des genres
Selon AlgaeBase (22 juillet 2022) :
- Pseudopodosira † A.P.Jousé, 1949

## Systématique
Le nom correct complet (avec auteur) de ce taxon est Pseudopodosiraceae (Sheshukova) Glezer.
Pseudopodosira westii est l'espèce lectotype du genre Pseudopodosira.